# Lightning Man

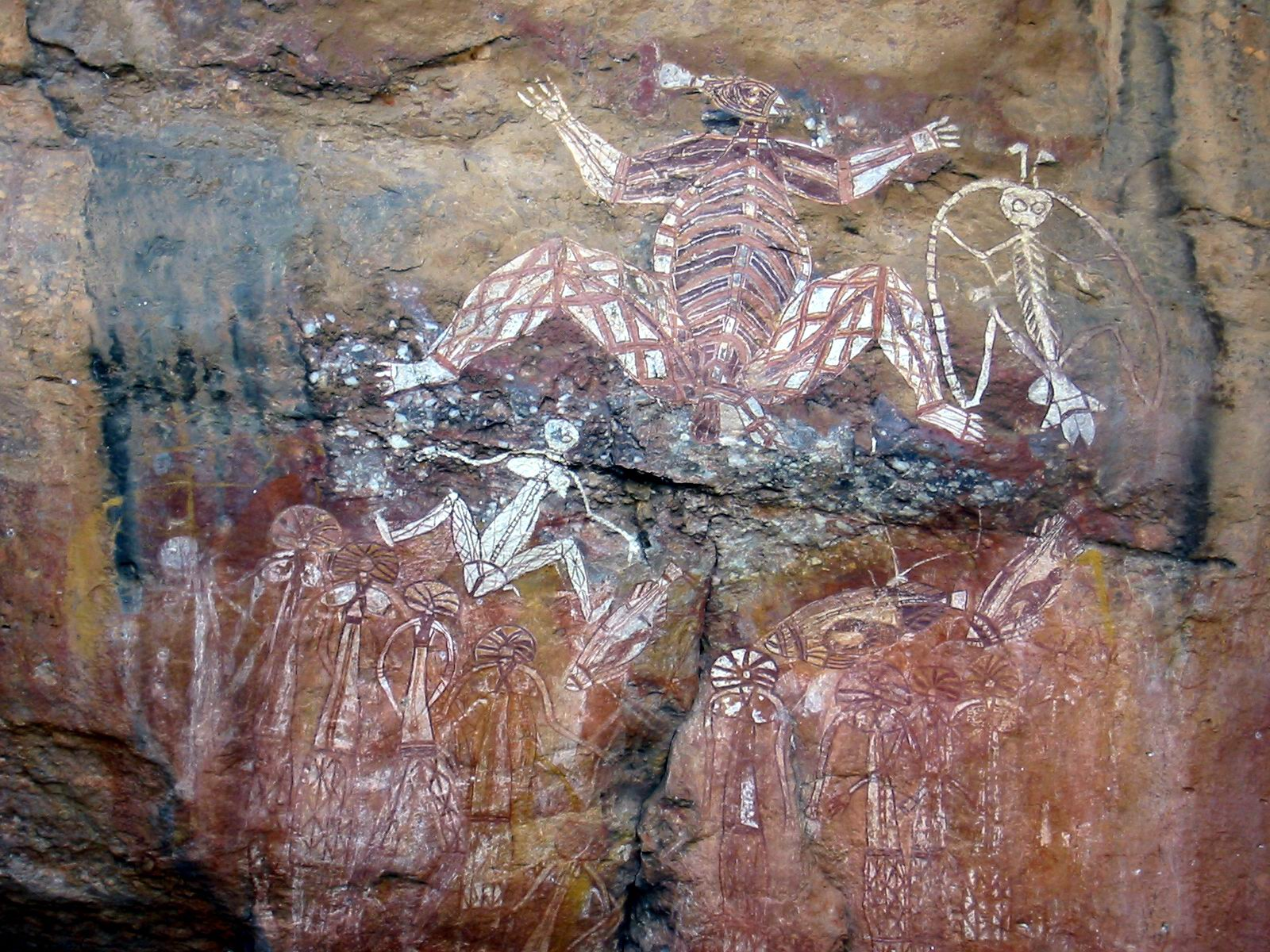
Namarrgon (ganz rechts oben) und seine Frau Barrginj (links, in der Mitte des Felsens). Die große Figur ist Namondjok (s. auch: Nourlangie)

Lightning Man, auch Namarrgon genannt, ist eine spirituelle Gestalt aus der Traumzeit der Aborigines, die auf Erscheinungen in der Natur und des Regenwetters im Arnhem Land im Northern Territory in Australien zurückgeht. Die Regen- und Sturmsaison beginnt im späten Oktober jeden Jahres dort. Der Lightning Man ist im Kakadu-Nationalpark als Felsenmalerei auf dem Felsen Nourlangie dokumentiert. Das Felsengebiet wird als Lightning Dreamtiming bezeichnet. 
Der Lightning Man ist verantwortlich für die Stürme mit Blitzen, die mit starkem Regen im Arnhem Land niedergehen. Die Gestalt kommt über den Ozean nach Australien. Der Lightning Man führt eine Axt und seine Ellenbogen und Knie sind die Blitze der Donner, die die Wolken durchstoßen. Namarrgon hat eine Familie. Seine Frau trägt den Namen Barrinj und ist die Mutter der orangefarbenen und blauen Grashüpfer (Petasida ephippigera), die in der Sturm- und Regensaison ins Arnhem Land kommen, um nach ihrem Vater zu sehen.
Die Traumzeitgeschichte wird wie alle diese Vorstellungen mündlich überliefert, daher gibt es Abwandlungen. Beispielsweise soll der Lightning Man die Axt an seinen Schultern und Knien haben und damit die Bäume spalten.
Der Lightning Man wird, wie auch seine Familie, im Röntgenstil bildhaft in weißer Farbe dargestellt.